# Parallelia crimnopasta
Parallelia crimnopasta är en fjärilsart som beskrevs av Turner 1909. Parallelia crimnopasta ingår i släktet Parallelia och familjen nattflyn. Inga underarter finns listade i Catalogue of Life.